# Lehnt dankend ab
lehnt dankend ab wurde 2012 auf dem Hamburger Label Delikatess Tonträger veröffentlicht und ist das erste Album der Punkrock-Band Frau Potz.

## Entstehungsgeschichte
Nach Auflösung von Escapado Ende 2011 mit Felix Schönfuss als Sänger war der Weg für das erste größere Projekt von Frau Potz frei. Text und Musik der im Juni 2011 im Tonstudio-45 von Kurt Ebelhäuser und Sascha Hoffmann produzierten Titel stammen von allen drei Bandmitgliedern. Ach, Heiner wurde bereits 2009 auf einer Demo-CD und Bo Jan und die Bullen 2011 auf einer Single veröffentlicht. Im Januar 2012 wurde das Video zu Ach, Heiner auf YouTube veröffentlicht, CD und LP folgten am 17. Februar 2012.

## Inhalt
Die Texte befassen sich mit gesellschaftlichen, politischen und zwischenmenschlichen Themen. Dabei wird eine zornige und wütende Einstellung zum Ausdruck gebracht, unterstützt durch die Musik und den meist schreienden Vortrag von Felix Schönfuss. Frau Potz schießen gegen alles und jeden, gegen die aufgesetzte, ziel- und wertlose Coolness einer Szene („Scheißegal, ob’s gut ist, so lang es gut erscheint.“ – Ach Heiner), gegen leere Worthülsen, die als bedeutungsvolle Lyrik verkauft werden („Nein. Wir können eben nicht alle Dichter sein.“ – Spacegewehr), gegen ein System, welches Menschen in Länder, Klassen und Kulturen aufteilt („Sie haben uns aufgeteilt in Länder, in Klassen und Kulturen. Jetzt kämpfen wir gegeneinander und wissen nicht, wofür. So lang wir weiter glauben, dass wir verschieden sind, bleiben wir ihre Sklaven.“ – Klockenschooster), gegen Reviews, die nur der Selbstdarstellung der Autoren dienen („Steckt euch eure Reviews in den Arsch. Das ist nicht mehr als Vetternwirtschaft, nicht mehr als kalter Fraß, den man nur aufwärmt, auskotzt und vergisst.“ – Geh Affe, geh). In der Quintessenz werden die Existenz einer unabhängigen Subkultur außerhalb jedes gesellschaftlichen Mainstreams vorgegeben und alternative Werte zu einer menschenfeindlichen Gesellschaft propagiert:

„Wir Menschen sind viel stärker als ihr denkt. Wir brauchen diese Schutzhaft nicht. Glaubt nicht dass das nötig ist. Dass ohne Geld und Führer die ganze Welt zusammen bricht.“

„Euer Wort ohne Wert, viel zu schwach, denn ich bleibe unversehrt. Belanglos, egal, ohne Wirkung und banal, ich schlucke euer Gift wie Wasser.“

„Fang endlich an zu leben, fang endlich an zu fühlen. Hör auf, alles zu steuern und tot zu bilanzieren.“

Musikalisch ist lehnt dankend ab ein Punkrock-Album mit deutschen Texten, die als schneller Hardcore Punk mit Emo- und Screamo-Elementen vorgetragen werden.

## Rezeption
lehnt dankend ab wurde in verschiedenen Musikmedien und vielfach im Internet rezipiert. In der Musikzeitschrift Melodie und Rhythmus wurde es als Album des Monats vorgestellt und Frau Potz vom Chefredakteur Jürgen Winkler als „die Band der Stunde“ bezeichnet.

„Frau Potz lehnt dankend ab ist ein Albumtitel gewordener Euphemismus für die grundlegende Einstellung, mit der man es in ihrer Musik zu tun hat. Soweit nicht ausdrücklich anders angegeben, ist erst mal davon auszugehen, dass Frau Potz angekotzt sind. Von opportunistischer Hipness, von jammernden deutschen Indiebands, aber auch von hartnäckigeren Übeln wie der Individualisierung, dem falschen Leben oder Musikkritikern.“

„Diskussionsbereitschaft? Arschlecken! Anecken und provozieren ist angesagt. Unreflektiert, vollkommen übertrieben und zutiefst arrogant geht Felix ans Werk. Das allerdings mit einer Schärfe, die im deutschen Punkrock ihresgleichen sucht. Auch musikalisch ist Direktheit angesagt. Frau Potz prescht brutal nach vorne, kreist dabei mit den Armen, damit keiner entfliehen kann. Punk ist das. Punkrock, wenn man so will. Hardcore vielleicht auch noch. Aber vor allem Punk.“

„Da klingen die Gitarren stellenweise mal nach TURBOSTAAT, OMA HANS oder halt WIPERS (…). Im Gesamten fallen FRAU POTZ aber tatsächlich deutlich aus dem Rahmen und sind kein Abklatsch all dieser Bands. Die fette, moderne Produktion schiebt mit Gitarrenwänden nach vorne und bleibt dabei stets melodisch. Lang gehaltene Akkorde erzeugen eine Spannung, die erst im Refrain oder in der Bridge aufgelöst wird. Hier versteht jemand das Handwerk des Songwritings. Die Texte sind, obwohl sie meist geschrien sind, sehr gut zu verstehen und verschwimmen nicht in einem Soundbrei. Begeisternd ist auch vor allem Sänger Felix Gesangstechnik. Mal spricht er, mal schreit er, mal singt er. Alles beherrscht er. Aber vor allem die außergewöhnliche Art, wie er vom Gesprochenen ins Geschrieene übergeht, ist etwas besonderes.“

„Dieses Album verteufelt so druckvoll alles - dass es nur mitreißen kann. Mit einer gewaltigen Mischung aus Postpunkrock und Hardcore schreit Felix alles heraus, was gegen ein Treiben in der gesellschaftlichen Orientierungslosigkeit und das aktuelle Hipstertum spricht. Der wütende Gesang, der oftmals stark in die Richtung Screamo abdriftet, sowie der straighte Beat bestimmen die Grundstimmung des Albums: Ablehnung des Mitläufertums und vor allem gegen Stillstand.“

„Wenn man nur eine Platte in diesem Jahrzehnt kaufen will, kann und sollte es die von Frau Potz werden. Ein Referenzwerk für alles, das noch kommt.“

## Titelliste
1. Ach, Heiner – 3:02
2. Spacegewehr – 3:13
3. Klockenschooster – 4:30
4. Schlosser’s Law – 2:51
5. Champagnerspion – 2:18
6. Skelbe – 2:40
7. Brockenheim – 2:44
8. Rendsburg – 2:43
9. Von Anfang an – 2:21
10. Ich will dich – 2:19
11. Geh, Affe, geh! – 2:48
12. Bo Jan und die Bullen – 5:03

### 2014 Gold Edition Bonussongs (Download zur LP Version)
1. Stotterrobotter
2. Bo Jan und die Bullen (Aurora Ghost Remix)
3. Der Ire war nicht das Problem
4. Schlossers Law (Demo 2009)
5. Kapuze (Demo 2009)
6. Ach, Heiner (Demo 2009)